# Ditmar Jakobs
Ditmar Jakobs (født 28. august 1953 i Oberhausen, Vesttyskland) er en tidligere tysk fodboldspiller (midterforsvarer).
Han spillede i løbet af sin 18 år lange karriere 493 kampe, og var tilknyttet Rot-Weiß Oberhausen, Tennis Borussia Berlin, MSV Duisburg og Hamburger SV. Med Hamburg var han med til at vinde både to tyske mesterskaber, en DFB-Pokaltitel og en udgave af Mesterholdenes Europa Cup. Han måtte indstille sin karriere i 1989 som følge af en meget alvorlig skade, som han pådragede sig i et opgør mod Werder Bremen.
Jakobs spillede desuden 20 kampe og scorede ét mål for Vesttysklands landshold. Han var en del af den tyske trup der vandt sølv ved VM i 1986 i Mexico. Her spillede han seks af tyskernes syv kampe.

## Titler
Bundesligaen
- 1982 og 1983 med Hamburger SV

DFB-Pokal
- 1987 med Hamburger SV

Mesterholdenes Europa Cup
- 1983 med Hamburger SV